# Paul Marco
Pour les articles homonymes, voir Marco.
Paul Marco est un acteur américain, né le 10 juin 1927 à Los Angeles et mort le 14 mai 2006 dans la même ville.

## Biographie
Paul Marco commence une carrière d'enfant acteur dans la troupe des Meglin Kiddies. Il sert dans la Marine pendant la Deuxième Guerre mondiale. Il rencontre Ed Wood durant la préproduction du film La Fiancée du monstre et se lie d'amitié avec lui. Wood écrit pour lui le rôle de l'agent de police Kelton, qu'il reprend par la suite dans Plan 9 from Outer Space et Night of the Ghouls. Il travaille ensuite principalement comme accessoiriste sur divers tournages. Après la mort du réalisateur, lorsque les films d'Ed Wood deviennent cultes, Marco accède à la célébrité pour son rôle emblématique dans trois de ses films.
Dans le film Ed Wood (1994), Paul Marco est interprété par Max Casella.

## Filmographie

### Cinéma
- 1955 : La Fiancée du monstre : officier Kelton
- 1959 : Plan 9 from Outer Space : officier Kelton
- 1959 : Night of the Ghouls : officier Kelton
- 1961 : Le Temps du châtiment : non crédité
- 2005 : The Naked Monster : officier Kelton

### Télévision
- 1960 : The Donna Reed Show, série télévisée : : le peintre (saison 3 épisode 3)
- 1960 : 77 Sunset Strip, série télévisée : le conducteur de la jeep (saison 3 épisode 9)